# 莱斯泰勒贝塔拉姆
莱斯泰勒贝塔拉姆（法語：Lestelle-Bétharram，法語發音：[lɛstɛl betaʁam]）是法国大西洋比利牛斯省的一个市镇，位于该省东部，属于波城区。

## 地理
莱斯泰勒贝塔拉姆（43°7'47"N, 0°12'34"W）面积8.63 平方千米，位于法国新阿基坦大区大西洋比利牛斯省，该省份为法国东南部省份，涵盖了贝阿恩与北巴斯克，西临大西洋比斯開灣，北至朗德省，东北接热尔省，东临上比利牛斯省，南与西班牙接壤。
与莱斯泰勒贝塔拉姆接壤的市镇（或旧市镇、城区）包括：圣佩德比戈尔、阿松、伊贡、蒙托。
莱斯泰勒贝塔拉姆的时区为UTC+01:00、UTC+02:00（夏令时）。

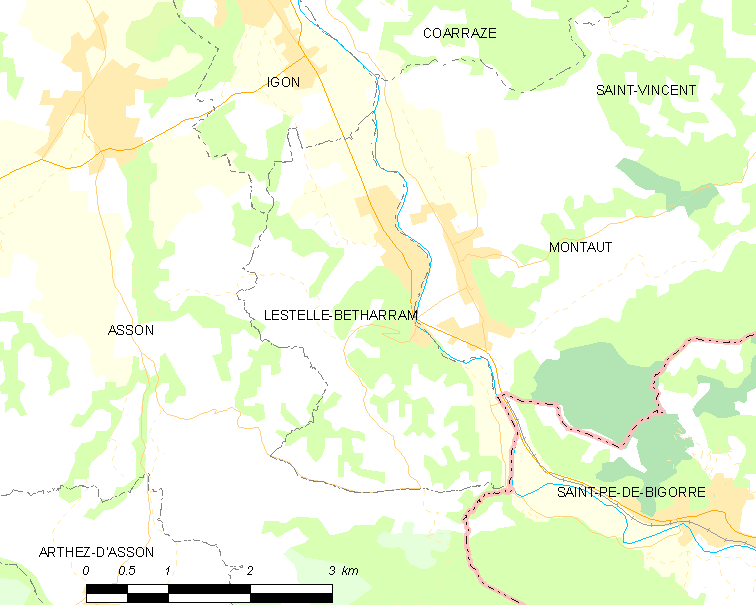
莱斯泰勒贝塔拉姆的OSM定位图

## 行政
莱斯泰勒贝塔拉姆的邮政编码为64800，INSEE市镇编码为64339。

## 政治
莱斯泰勒贝塔拉姆所属的省级选区为乌斯河与拉关河河谷县。

## 人口

1962-2008年间莱斯泰勒贝塔拉姆人口变化图示

莱斯泰勒贝塔拉姆于2022年1月1日时的人口数量为795人。